# Ioviani en Herculiani

Schildpatroon van het Palatijnse legioen van de Herculiani seniores, volgens de Notitia Dignitatum.

Schildpatroon van het Palatijnse legioen van de Ioviani seniores, volgens de Notitia Dignitatum.

De Ioviani en Herculiani waren de beste Palatijnse keizerlijke lijfwachteenheden tijdens de heerschappij van Diocletianus (regeerde van 284-305). Ze bleven bestaan na zijn dood als elite-eenheden in de veldlegers van het West- en Oost-Romeinse Rijk.

## Geschiedenis
De naam kwam voort uit de gelijkstelling van de twee co-keizers Diocletianus en Maximianus met de Romeinse goden Jupiter (genitief: Iovis) en Hercules. De vroegere pretoriaanse garde was gelegerd in de Castra Praetoria in Rome, en had al dikwijls bewezen dat hij niet loyaal was. Ze hadden zelfs in 193 de keizerlijke troon verkocht aan de hoogste bieder (Didius Julianus).
Daarom promoveerde Diocletianus, die heerste vanuit Nicomedia, twee betrouwbare legioenen uit Illyricum (Legio V Iovia en Legio VI Herculia), de regio waar hij zelf geboren was, tot de persoonlijke lijfwacht van de Romeinse keizers. Bij hun promotie kregen de twee legioenen een nieuwe naam, namelijk de Ioviani en Herculiani. De pretoriaanse garde bleef bestaan tot hij ontbonden werd door Constantijn I in ca. 312, en hij verving de keizerlijke garde door de Scholae Palatinae. De twee legioenen bleven echter bestaan en golden als de elite-eenheden binnen het leger, en na de scheiding van het Romeinse Rijk werden ook zij verdeeld.
In de Notitia Dignitatum uit de vierde eeuw staan ze vermeld voor het West-Romeinse Rijk (onder de titel seniores). Ze stonden onmiddellijk onder leiding van de magister peditum. In het oosten (onder de titel iuniores, jonger dan hun tegenhangers in het westen) stonden ze onder leiding van de magister militum praesentalis. In 398 waren de Ioviani en Herculiani van het westen een deel van het kleine leger dat Africa binnenviel en zo de Gildonische opstand neerdrukte.